# Helen Asemota
Helen Nosakhare Asemota là một nhà hóa sinh và nhà công nghệ sinh học nông nghiệp gốc Jamaica. Bà là giáo sư sinh hóa và sinh học phân tử và là giám đốc của Trung tâm công nghệ sinh học tại Đại học West Indies tại Mona, Jamaica. Nghiên cứu của bà phát triển các chiến lược công nghệ sinh học để sản xuất và cải tiến các loại cây củ nhiệt đới. Bà đáng chú ý khi đi đầu trong công nghệ sinh học quốc tế, cũng như đóng vai trò là nhà tư vấn công nghệ sinh học quốc tế cho Liên Hợp Quốc.

## Thơ ấu và giáo dục sớm
Asemota được sinh ra ở Nigeria. Bà có bằng Cử nhân Khoa học của Đại học Bénin, Thạc sĩ Khoa học tại Đại học Ahmadu Bello và Tiến sĩ Triết học tại Đại học Bénin / Đại học Frankfurt.

## Sự nghiệp

### Nghiên cứu
Asemota đã tiến hành nghiên cứu tiến sĩ tại Đại học Bénin và Đại học Frankfurt, nơi bà đã nghiên cứu về di truyền phân tử và sự trao đổi chất về màu nâu của củ khoai lang trong kho.
Khi chuyển đến Jamaica, bị thúc đẩy bởi những vấn đề liên tục với sản xuất và lưu trữ trong ngành công nghiệp khoai lang Jamaica, Asemota tiếp tục nghiên cứu khoai lang, sáng lập Dự án Công nghệ sinh học UWI Yam đa ngành. Ban đầu, Asemota đã điều tra các tác động sinh hóa của việc loại bỏ đầu khoai lang khi thu hoạch, một phương thức canh tác phổ biến ở Jamaica. Trong những thập kỷ tiếp theo, nhóm nghiên cứu của Asemota đã nghiên cứu nhiều khía cạnh của sinh hóa và sinh lý yam, từ nghiên cứu dấu vân tay DNA của các giống khoai lang Jamaica đến chuyển hóa carbohydrate của củ khoai lang trong kho.
Ngoài công việc sản xuất và lưu trữ khoai lang, Asemota đã nghiên cứu các tác động trao đổi chất của khoai lang và các sản phẩm có nguồn gốc từ khoai lang trên các mô hình động vật mắc bệnh như tiểu đường. Gần đây, Dự án Công nghệ sinh học Yam đã chuyển sang chiến lược 'trang trại thành sản phẩm hoàn chỉnh', với mục tiêu sản xuất thực phẩm dựa trên khoai lang, y tế, và các sản phẩm nhiên liệu sinh học để mang lại lợi ích cho nền kinh tế Jamaica. Bà cũng đã áp dụng các kỹ thuật nghiên cứu tương tự cho các loại cây trồng nhiệt đới khác.
Asemota đã từng là nhà điều tra chính cho Viện Y tế Quốc gia (NIH) và Quỹ khoa học quốc gia (NSF). Bà đã giảng dạy cho sinh viên đại học, sau đại học và sau tiến sĩ trên toàn thế giới, và đã giám sát hoặc tư vấn cho ít nhất 30 sinh viên sau đại học về Hóa sinh hoặc Công nghệ sinh học.  Bà có hơn 250 ấn phẩm và sở hữu bốn bằng sáng chế từ nghiên cứu của mình.

### Các hoạt động tiếp cận cộng đồng
Asemota đã thực hiện nghiên cứu tiếp cận với nông dân Jamaica, thử nghiệm các nguyên liệu trồng khoai lang có nguồn gốc từ phòng thí nghiệm trên cánh đồng của họ và hồi sinh các giống khoai lang Jamaica bị đe dọa.

### Tư vấn quốc tế
Asemota có một lịch sử lâu dài về tư vấn quốc tế trong các vấn đề về an ninh lương thực và công nghệ sinh học. Bà là một chuyên gia kỹ thuật quốc tế cho Liên minh châu Âu (1994-1995), và phục vụ các Chương trình hợp tác kỹ thuật của Liên hợp quốc giữa các nước đang phát triển (TCDC) như các chương trình hợp tác kỹ thuật quốc tế (TCP). Bà phục vụ với vai trò một nhà tư vấn Công nghệ sinh học quốc tế cho Tổ chức Nông nghiệp Liên hợp quốc từ năm 2001. Điều này bao gồm tư vấn cho tổ chức Hợp tác kỹ thuật quốc tế Syria với các chương trình của các nước đang phát triển vào năm 2001 và là lãnh đạo kỹ thuật về cung cấp lương thực cho Chương trình sản xuất khoai tây giống quốc gia tại Cộng hòa Tajikstan từ năm 2003 đến năm 2007. Bà định kỳ phục vụ các Chương trình Sản xuất Hạt giống UN-FAO với tư cách là Tư vấn viên Quốc tế.